# Castelló de Farfanya
Castelló de Farfanya è un comune spagnolo situato nella comunità autonoma della Catalogna.